# Dillenia fischeri
Dillenia fischeri är en tvåhjärtbladig växtart som beskrevs av Merrill. Dillenia fischeri ingår i släktet Dillenia och familjen Dilleniaceae. Inga underarter finns listade i Catalogue of Life.